# 法蘭德斯旗

法蘭德斯旗

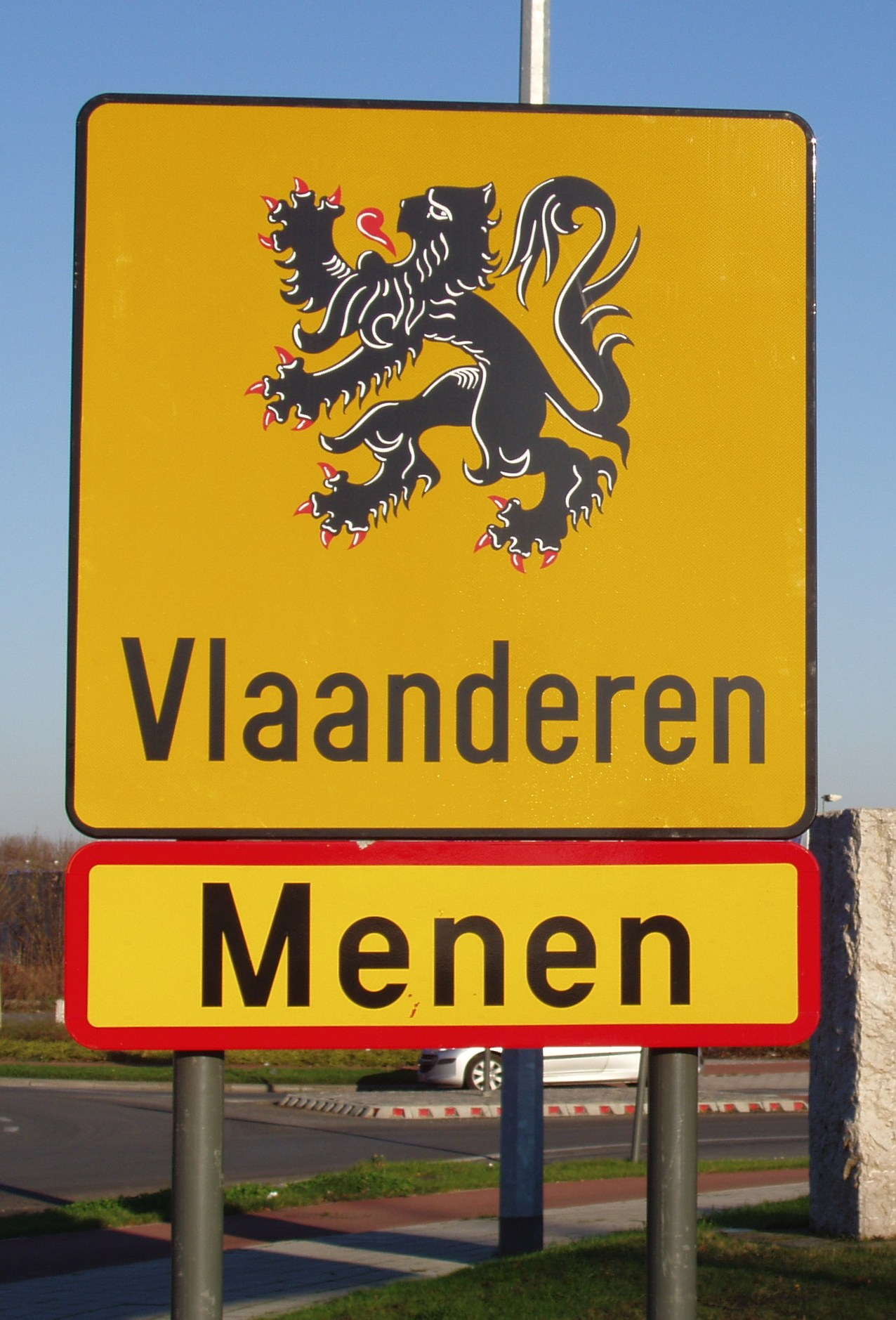
邊界牌上的法蘭德斯旗圖案

法蘭德斯旗又有獅子旗的別稱，是比利時法藍德斯地區的旗幟。法藍德斯旗通常圖案為黃底，旗幟中央有一隻黑色的獅子。1990年，法蘭德斯旗正式成為法蘭德斯地區的象徵。